# 體育快訊
《體育快訊》（英語：Sports Bulletin），是香港亞洲電視新聞部製作的體育新聞節目，於旗下粵語頻道本港台及亞洲台播出。

## 節目歷史
1998年9月28日起，《六點鐘新聞》正式使用「虛擬演播室」技術播出。而《六點鐘新聞》作為環節，與剛剛開播的《互動新聞網》、《體育快訊》合稱《新聞一小時》。
1999年4月30日起，《互動新聞網》停播，後於5月3日取消《新聞一小時》，《體育快訊》獨立播出。
2008年9月28日起，《體育快訊》改用16:9技術製作。
2012年3月23日起，《體育快訊》改為虛擬佈景製作。
2012年8月13日起，《體育快訊》改於星期一至五（港股交易日）18:50-18:55、星期六、日（非港股交易日）18:35-18:40播出。
2013年6月3日起，《體育快訊》改為星期一至五（港股交易日）18:55-19:00、星期六、日（非港股交易日）18:35-18:40播出。
2013年11月4日起，亞視新聞更新其下新聞節目虛擬廠景畫面設計，而《體育快訊》主播則一改由採用主播枱報道新聞的方式，主播會站著報道體育新聞，增加互動。
2015年1月1日起，受欠薪事件影響，亞視新聞決定即日起縮短《六點鐘新聞》播放時間至20分鐘，《體育快訊》改於星期一至五（港股交易日）18:25-18:30、星期六、日（非港股交易日）18:20-18:25播出。
2015年11月7日起，《體育快訊》改於星期一至五（港股交易日）18:30-18:35、星期六、日（非港股交易日）18:25-18:30播出。
2016年1月1日起，《體育快訊》更換片頭設計及片頭音樂，並更換新的虛擬佈景。
2016年1月4日起，《體育快訊》新增播映時段，開始於22:50-23:00（《夜間新聞》後）於本港台及亞洲台播出。
2016年2月5日，傍晚《體育快訊》播映最後一集，由體育記者林佩雯主持；同日，夜間《體育快訊》播映最後一集，由體育記者關中平主持。

### 節目調動
- 2010年6月17日：由於騰出時間予本港台直播《政制改革方案辯論》，當天《體育快訊》提早至17:45-17:50播放。
- 2011年4月29日：因《六點鐘新聞》直播王子大婚而延至19:30完結，當天《體育快訊》延至19:35-19:40播放。
- 2012年6月16日：因《六點鐘新聞》直播神九發射升空而延長新聞時段，直播至18:49後在沒有播放《體育快訊》片頭下交予張志豪報道體育快訊，之後交返新聞廠房結束新聞，並取消播放《新聞故事》。
- 2012年12月10日：因《六點鐘新聞》直播梁振英問答會而延至19:05完結，當天《體育快訊》延至19:10-19:15播放。
- 2013年7月22日：由於騰出時間予本港台直播《足球狂熱－阿仙奴亞洲之旅：名古屋鯨魚 對 阿仙奴》，當天《體育快訊》提早至17:50-17:55播放。
- 2013年7月26日：由於騰出時間予本港台直播《足球狂熱－阿仙奴亞洲之旅：浦和紅鑽 對 阿仙奴》，當天《體育快訊》提早至17:50-17:55播放。
- 2014年10月21日：由於騰出時間予本港台直播《特區政府與學聯就政制發展的對話》，當天《體育快訊》提早至17:45-17:55播放。
- 2015年1月6日：由於直播港台節目《第38屆十大中文金曲頒獎音樂會》，當天晚間時段的《體育快訊》延至23:20-23:30播映。

## 播放時間
| 節目     | 播放日期   | 播放時間    | 頻道           |
| -------- | ---------- | ----------- | -------------- |
| 體育快訊 | 星期一至日 | 18:50-18:55 | 本港台、亞洲台 |
| 體育快訊 | 星期一至日 | 22:55-23:00 | 本港台、亞洲台 |

## 主播安排
星期一至日體育快訊均採用單主持制。

### 前任主播
- 男主播：黃文傑、張志豪、關中平
- 女主播：宋貴玲、梁倩影、林佩雯